# Релігія в Австрії
Серед релігій в Австрії найбільш поширеною є Католицька церква. Згідно перепису 2001 року, 73,6 % населення країни зараховувало себе до католиків, 4,7 % — до протестантів (лютерани). Число парафіян церков складало близько 11,5 % населення з  чоловік всього). З 2001 число католиків і число парафіян стало скорочуватися. За даними 2005 року число людей що зараховують себе до Католицької церкви склало чоловік (68,5 % усього населення), з них число парафіян -  людина (9 %). Число лютеран зменшилося з 5,7 % в 1971 до 4,7 % в 2006 ріку. Більшість лютеран мешкає в землі Каринтія, на півдні Австрії. Окрім лютеран, в країні діють нечисленні групи протестантів-методистів, адвентистів, п'ятидесятників з Асамблеї Бога, Свідків Єгови. Тим часом кількість мусульман, за рахунок міграції з Туреччини, збільшилося до 4,2 %. Серед релігійних меншин в Австрії представлені буддисти, юдеї і православні .

## Християнство

### Католицизм
Католицизм є найбільшою релігією в Австрії, що становить 57,9%  від загальної кількості населення в 2017 році. Керівним органом Католицької Церкви в Австрії є Австрійська конференція католицьких єпископів, що складається з ієрархії двох архієпископів.

### Православ'я
Найбільшу групу східних православних в Австрії становлять серби. Віденський інститут демографії в Австрійській Академії наук оцінював, що було 397,219 православних християн в Австрії в 2016 році, що становило 4,6% від загальної чисельності населення.

### Протестантизм
Австрійські протестанти в переважній більшості є лютеранами (3,4%), з невеликою реформатською громадою (0,1%). Також зростає кількість п'ятдесятників. Дослідники з Віденського інституту демографії в австрійській Академії наук виявили, що було 412,423 протестантів всіх типів.

## Іслам
Завдяки імміграції, кількість мусульман в Австрії за останні десятиліття зросла. За оцінками число мусульман становило 686 599 осіб, або 7,9% від загальної кількості населення станом на 2016 рік. 
| Розподіл населення по релігіях (2005) |             |            |       |            |         |
| Католики                              | Протестанти | Мусульмани | Інші  | Не вказано | Атеїсти |
| 68,5 %                                | 4,7 %       | 4,2 %      | 3,5 % | 2,0 %      | 17,1 %  |